# Banksia elegans
Espèce
Classification phylogénétique
Le banksia élégant (Banksia elegans) est une espèce d'arbuste buissonnant appartenant au genre Banksia. On le rencontre uniquement dans une zone de 65 km² au nord et à l'ouest d'Eneabba, dans l'Australie-Occidentale.

## Écologie
Selon certains spécialistes, avec le changement climatique, l'aire de répartition de cette espèce aura vraisemblablement tendance à s'étaler, en fonction de sa capacité à migrer dans de nouveaux milieux habitables.